# بادام‌دار
بادام‌دار (به لاتین: Badamdar) یکی از شهرهای جمهوری آذربایجان است که از توابع شهر باکو است. جمعیت این شهر در سرشماری سال ۲۰۱۱ میلادی، ۲۱۶۰۰ نفر بود.